# Jolanda de Bar
Jolanda (francuski Yolande; † 3. srpnja 1431.) bila je francuska plemkinja i aragonska kraljica. Aktivna kao politička figura, Jolanda/Violanta bila je poznata kao aragonska regentica.
Roditelji gospe Jolande bili su Robert I., vojvoda Bara i Marija Francuska, vojvotkinja Bara.
Jolanda je bila supruga kralja Ivana I. Aragonskog, za kojeg se udala 1380. godine kao 15-godišnja djevojka. Tijekom supružnikove bolesti, Jolanda je djelovala kao politička ličnost.

## Ivanova i Jolandina djeca
- Jakov (1382. — 1388.)
- Jolanda Aragonska – supruga kralja Ludovika II. Napuljskog
- Fernando
- Ivana
- Antonija
- Petar (1394. — 1394.)